# Pomnik Feliksa Dzierżyńskiego w Mińsku
Pomnik Feliksa Dzierżyńskiego w Mińsku – znajdujący się w Mińsku pomnik radzieckiego polityka polskiego pochodzenia Feliksa Dzierżyńskiego.

## Historia
Pomnik został w mieście odsłonięty w 1947, z okazji 70. rocznicy urodzin twórcy Czeka. Jego autorem był słynny białoruski rzeźbiarz Zair Azgur.
Obiekt to brązowe popiersie Dzierżyńskiego na cokole wyłożonym czarnym polerowanym granitem. Na cokole umieszczony jest ponadto wieniec z brązu.
Pomnik jest wpisany na listę dziedzictwa kulturowego Republiki Białorusi.